# カール・フォン・エスターライヒ＝テシェン
カール・フォン・エスターライヒ=テシェン（Erzherzog Karl von Österreich, Herzog von Teschen, 1771年9月5日 - 1847年4月30日）は、フランス革命戦争、ナポレオン戦争期に活躍したオーストリア帝国の軍人、皇族。テシェン（チェシン）公。ハプスブルク家の神聖ローマ皇帝レオポルト2世とその皇后マリア・ルドヴィカの三男。神聖ローマ皇帝フランツ2世（オーストリア皇帝としてはフランツ1世）の弟。カール大公として知られる。

## 生い立ち

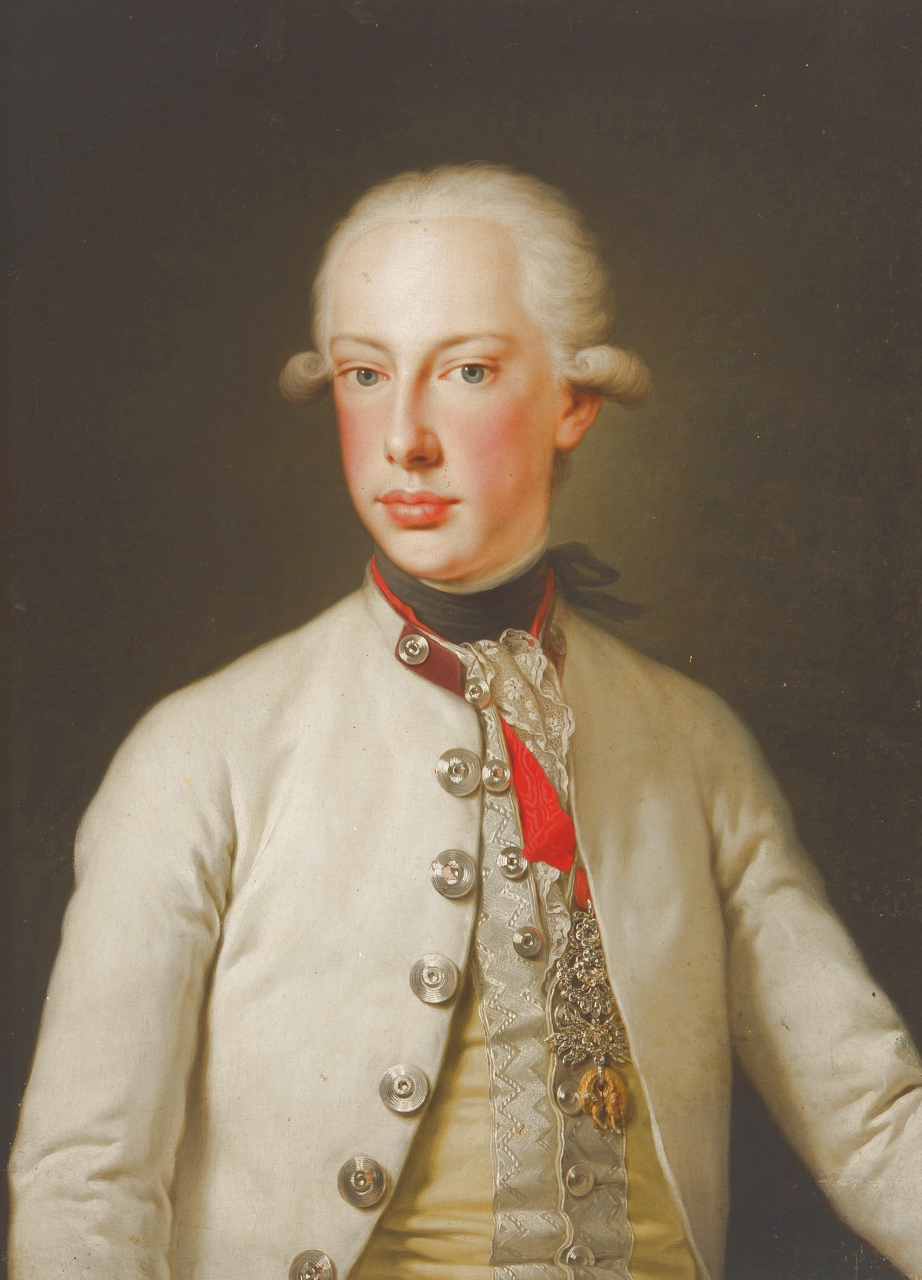
青年期

父レオポルトが大公であったトスカーナ大公国のフィレンツェに生まれる。父のはからいでカールは子供のいなかった伯母夫婦、テシェン（チェシン）女公マリア・クリスティーナとテシェン公アルベルト・カジミールの養子として、ウィーンで育てられた。テシェン公の称号はのちに養父から継承したものである。
幼少時は華奢な体格でかつ病気がちだったため、あまり将来を見込まれていなかったが、早いうちから軍事に関心を示し、幾何学などの本格的な学問に親しんだ。
養父母の総督就任に伴いオーストリア領ネーデルラントへ移り、養母が死んだ1793年から後任の総督を務めた。

## 軍歴
1792年、カールが20歳の時にフランスとの戦いに従軍する。ホーエンローエの指揮下でジャマップの戦いに参加し、デュムーリエ将軍率いるフランス軍と戦った。その後、ザクセン＝コーブルク公子フリードリヒ・ヨシアスの軍の先陣となり、フランス軍を破ったアルデンホーフェンとネールウィンデンの戦いでは際立った働きを見せた。ベルギーを再度フランスから取り戻した後、1793年3月25日、その地の総督に任じられる。1794年、ランドルシー、トゥルネ、コルトレイクそしてフリュールスの戦いでは、オーストリア軍の指揮の一部を担った。フランスにオーストリア領ネーデルラントを奪われた後、彼は健康を回復するため軍を退きウィーンへ戻った。

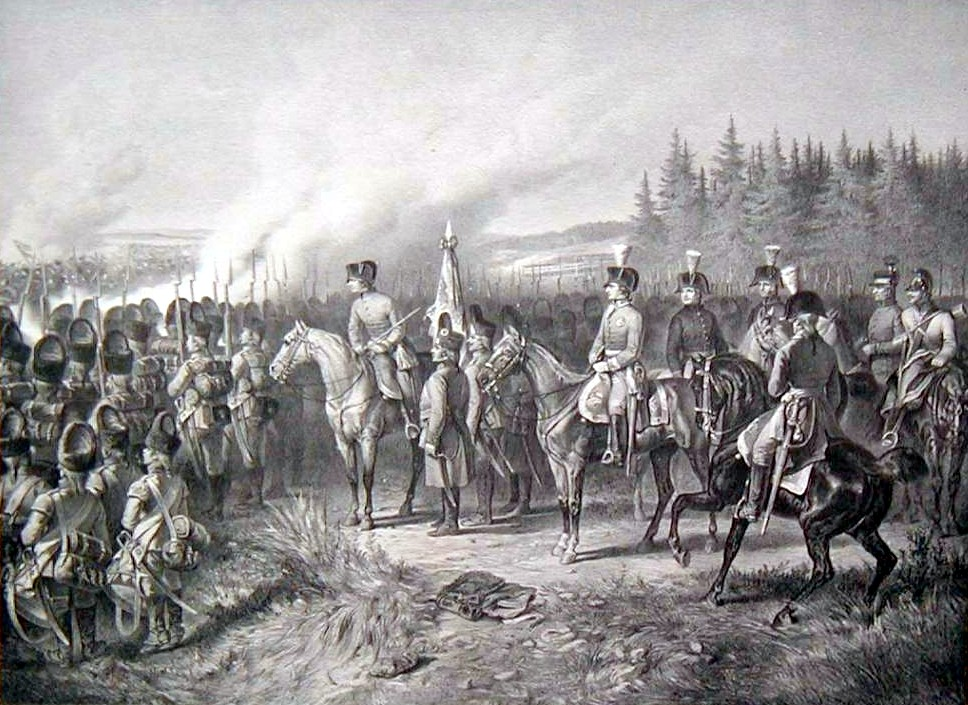
シュトックアハの戦い

1796年、神聖ローマ帝国陸軍元帥の肩書きのもと、ライン方面軍司令官として戦場に復帰する。そしてジュールダン将軍率いるフランス軍に対しノイマルクト、ダイニング、アンベルクにて連勝を重ね、さらにはミュンヘンまで進軍して来たモロー将軍をも撤退に追い込んだ。フランス軍はライン川の西岸まで押しやられ、かろうじてユナングとケールの間の橋を保持するのみだったが、それさえも翌年冬にはカール大公によって攻撃され奪われる。このように彼の働きによってオーストリア軍のドイツ方面での戦況は優位だったが、イタリアではナポレオン率いるフランス軍があらゆる場所で戦勝を重ねており、首都ウィーンにも迫る勢いだった。それを食い止めるためにカール大公が派遣されると、ナポレオンはカエサルの言葉を模して、「これまで私は指揮官のいない軍隊と戦ってきたが、これからは軍隊のいない指揮官と戦わねばならない」と述べたという。1797年4月18日、カール大公は後のカンポ・フォルミオの和約の前提となるレオーベン条約の締結を余儀なくされる。その後しばらくの間、ボヘミア王国の総督を務めたが、ラシュタット会議が決裂したため再び戦場へ復帰すると、ライン川を渡って進軍してきたジュールダン率いるフランス軍をオスラッハとシュトックアハで破った。しかし同盟国ロシアの指揮官たちとの意見対立は、彼の軍事作戦の成功を妨げた。ロシアのコルサコフ将軍がチューリッヒの戦いでマッセナ将軍のフランス軍に敗北すると、カール大公は再度ライン川方面を防衛せねばならなかった。
1800年3月、再び健康状態が悪化し、カール大公は指揮権をクレイに委譲するとボヘミアへ帰還した。ナポレオンがマレンゴに向けアルプスを越え、モローがドイツ方面に進軍しており、帝国にとって脅威が迫りつつあったため、カール大公は十分に健康を回復できていなかったが軍務に復帰する。彼が結んだシュタイアーの停戦は、後のリュネヴィルの和約の前提となる。カール大公の偉大なる戦果は大いに賞賛され、神聖ローマ帝国宮廷顧問会議の軍事首席に任命される。またドイツ諸邦からなる帝国会議は彼に「ドイツの救世主」の称号を授けようとしたが、彼はそれらの栄典を受理しなかった。
1805年、イタリアでオーストリア軍を率いてマッセナと対峙し、カルディエロの戦い（10月29日 - 30日）で勝利するが大勢は変わらず、ナポレオンはウルム戦役で勝利するとウィーンに急進する。トスカーナ大公フェルディナンドがボヘミアへ早々に撤退し、またアウステルリッツの戦いでフランス軍に敗北したため、皇帝フランツ2世はプレスブルクの和約（12月25日）の締結を強いられた。
カール大公は全オーストリア軍総帥ならびに陸軍大臣に任命され、その大権をもってして、帝国軍の再組織と予備軍ならびに国民軍の強化に取り組む。1808年、スペイン国王カルロス4世が退位させられた後、カタルーニャとアラゴンの両地方はカール大公をスペインと西インドの王座に招請し、移送のためにイギリス軍艦さえもトリエステへ派遣されたが、彼は謝意と共にそれを断った。

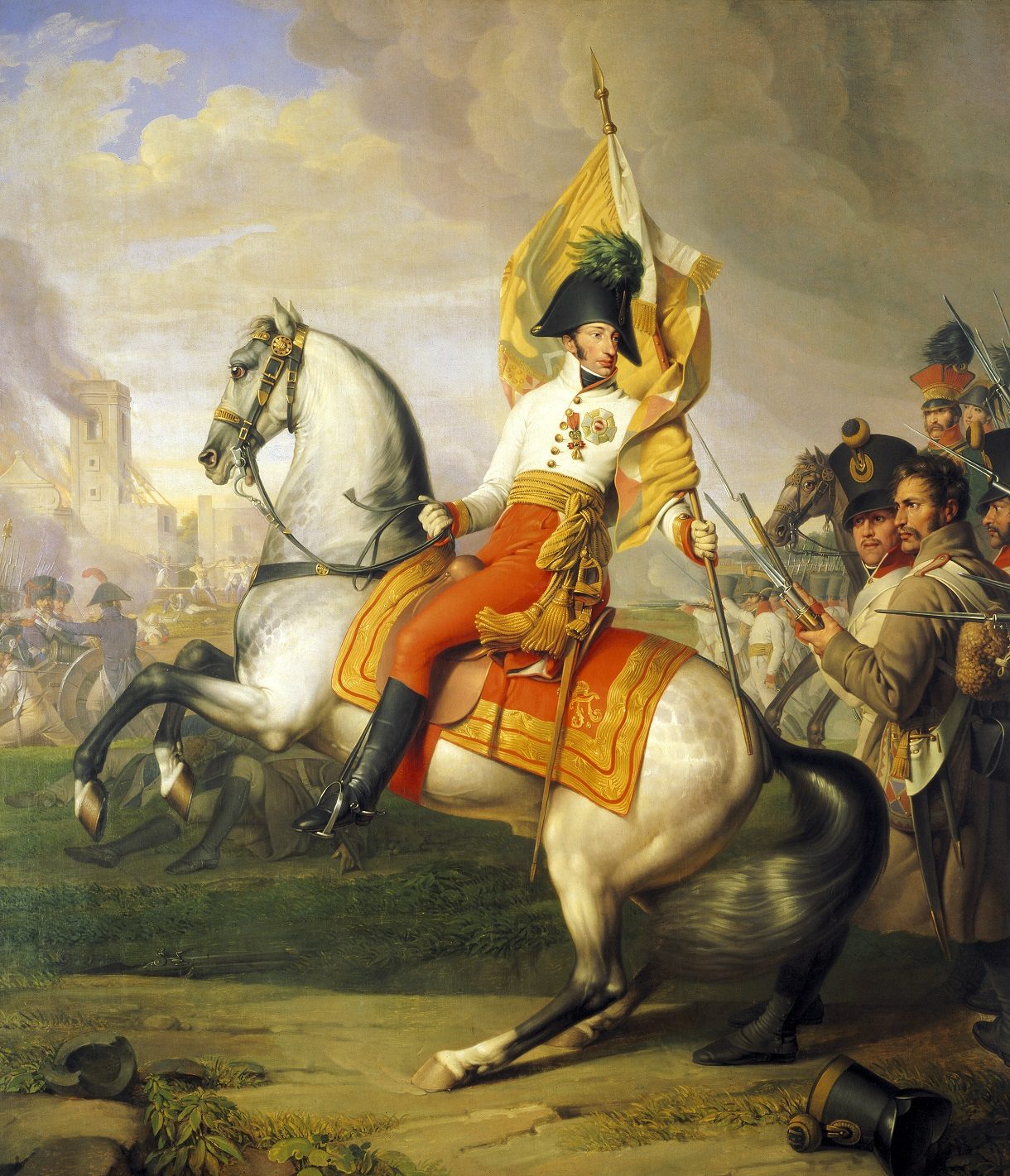
ヴァグラムのカール大公

1809年の戦役では、カール大公はバイエルンで、弟のヨハン大公と兄のフェルディナント大公はそれぞれイタリアとポーランドで軍を指揮した。カールはラティスボンに急進したが、ナポレオンがタン、アーベンスベルク、ランツフート、エックミュール、そしてラティスボンで連勝したため、後退を強いられる。しかし新たに補強を得たことで、ウィーンを征圧していたナポレオンを5月21日から22日にかけてのアスペルン・エスリンクの戦いで打ち破った。勝利の栄光は長く続かず、7月5日から6日かけてのヴァグラムの戦いで敗北し、その後ズノイモまで撤退戦を強いられる。シェーンブルンの和約後の休戦によってこの戦役は終わりを告げた。カール大公は傷を負い、また個人的に屈辱を感じたことから、7月30日に軍隊の指揮とすべての役職を辞すると、テシェンへと引退し、その後ウィーンへ帰還した。

## 退役後

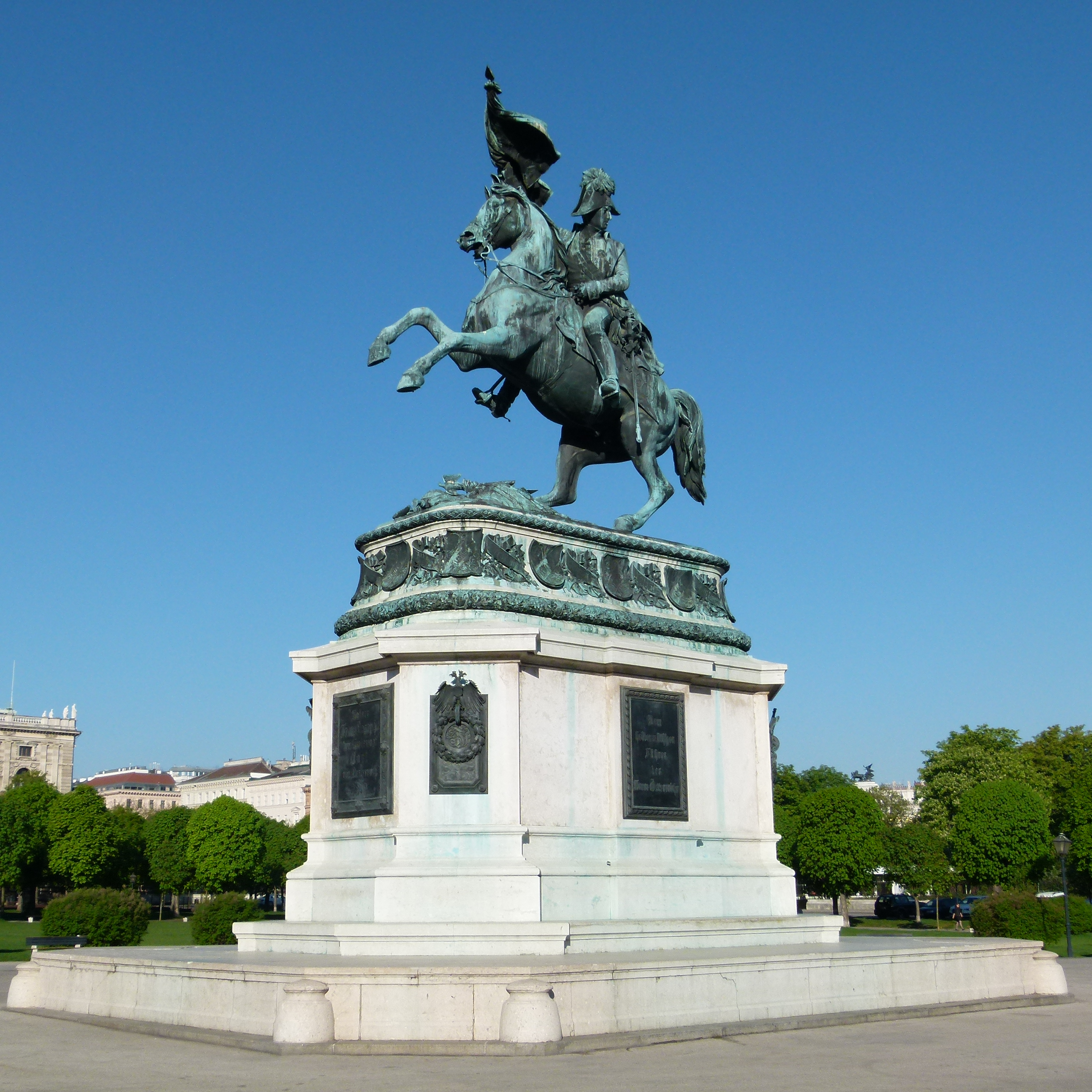
カール大公の騎馬像（ウィーン）

ナポレオンがエルバ島を脱出した際には、わずかな期間にメンツの総督を務めたが、それを最後にあらゆる公職から退いた。引退後は軍事論を著しており、主な著作には下記が挙げられる。
- Grundsätze der Strategie, erläutert durch die Darstellung des Feldzugs von 1796 in Deutschland （全3巻、1814年刊行）
- Geschichte des Feldzugs von 1799 in Deutschland und der Schweiz （全2巻、1819年刊行）

1847年4月30日、ウィーンにて死去する。死後の1860年に騎馬像がウィーンに建立された。

## 評価
カールは将帥としてはナポレオンに一歩及ばなかった観はあるものの、当時のヨーロッパにおける有能な軍人の一人として評価されている。またクラウゼヴィッツ、ジョミニらと並び、当時を代表する軍事思想家としても知られており、多くの著作を残している。系統的には前世代の古い思想の影響を受けているが、その影響を脱しつつある側面もあり、古い戦略思想と新しい戦略思想の架け橋的な存在と位置づけられている。アメリカのマハンの海軍戦略思想に影響を与えたのは、クラウゼヴィッツよりもジョミニやカール大公の方であった。
カール大公の戦略論では慎重であることを重大事として説いており、万難を排して守備に努める傾向は、受けて来た教育による偏向とも言えるが、彼は然るべき状況が来たと見てとれるまでは実行に移さなかった。それと同時に、極めて攻撃的な戦略を練って実現することも可能であり、用兵の戦術的スキル（例えばヴュルツブルクやチューリッヒで見せたような広い範囲での反攻作戦やアスペルン・エスリンクやワグラムにおける大軍の指揮）は、確実に彼が生きた時代の上位の指揮官たちに引けを取ることはない。1796年の戦役は申し分のない出来と見なされる。1809年に敗北を喫した要因の一部はフランスとその同盟軍の圧倒的な兵力の優位性であり、また一部は新たに再組織されたばかりのオーストリア軍の状態による。しかし一方で、彼がアスペルン・エスリンクの戦いの後、6週間も不活発でいたことは批判の的となってきた。
軍事理論家としてのカールは、兵法の進化の過程の中で重要な存在と位置づけられており、その教えの重みは当然のごとく大きい。しかしその教義は、1806年時点においてさえ古風であると見なされていた。慎重さと「戦略拠点」の重要性は彼の学説において主眼を置かれている。彼の地理的戦略の堅実さは「原則から決して離れない」という規範意識からくるものだろう。彼は軍が完全に安全な状況に置かれているならば危険を冒すことはないと繰り返し助言しているが、このルールを無視して1796年の戦役では輝かしい戦果を挙げている。「戦略拠点はその者の国の運命を決するもので、将帥は常に主に神経を配らねばならない」と彼は（敵軍を打ち負かすことよりも）重視して述べている。カール大公の著作の編集者たちは良い仕事をしているが、クラウゼヴィッツの「カール大公は敵の殲滅よりも保全に価値を置いている」との非難に対して説得力のある抗弁ができていない。戦術に関する著作においてもこの精神は顕著に見える。彼にとって予備兵の存在は「退却を援護する」ものとして意図されている。
これらの古風な原則がもたらす弊害は、1866年の普墺戦争中のケーニヒグレーツ・ヨーゼフシュタットの戦いでオーストリア軍が「戦略拠点」を堅持して、自軍を分割してプロイセン軍に攻撃を仕掛け、結果敗北したことに明示される。この奇妙な作戦はウィーンの中枢にて1859年の戦役のために考案され、同年の「全くもって理解しがたい」モンテベロの戦いでも実行された。
カール大公の理論と実践は、軍事史の中で最も不思議なコントラストを描いている。時には非現実的、時には勇壮、卓越したスキルと鮮やかな動きでもってして、彼は長きにわたってナポレオンの最も強固な対抗者となった。

## 家族

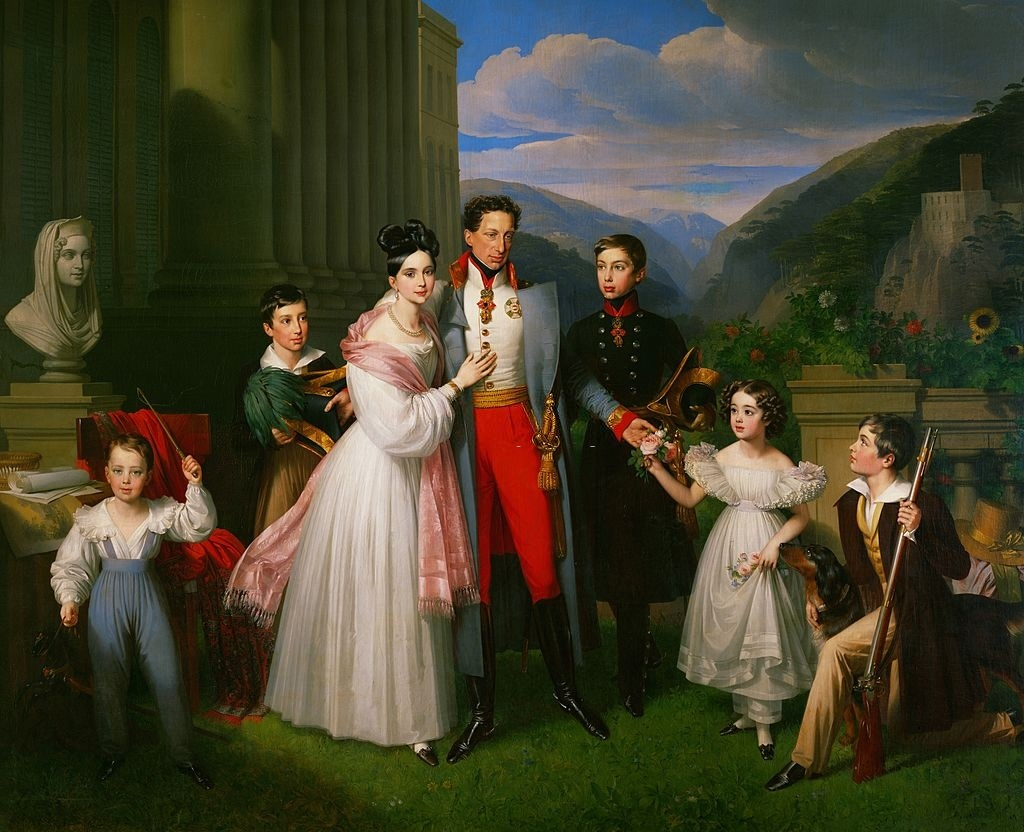
カール大公一家（1832年画、軍事博物館収蔵）
長女マリア・テレジアがカールに寄り添い、妃ヘンリエッテ（故人）は左奥の胸像

ウィーン会議が終わった後の1815年9月、ナッサウ＝ヴァイルブルク侯フリードリヒ・ヴィルヘルムの娘ヘンリエッテ・アレクサンドリーネとヴァイルブルクで結婚した。2人の間には5男2女が生まれた。
- マリア・テレジア（1816年 - 1867年） - 両シチリア王フェルディナンド2世妃
- アルブレヒト（1817年 - 1895年） - テシェン（チェシン）公
- カール・フェルディナント（1818年 - 1874年）
- フリードリヒ（ドイツ語版）（1821年 - 1847年）
- ルドルフ（1822年、夭折）
- マリア・カロリーナ（英語版）（1825年 - 1915年） - オーストリア大公ライナー・フェルディナント（英語版）妃
- ヴィルヘルム（1827年 - 1894年）